# Sympistis tenebricosa
Sympistis tenebricosa är en fjärilsart som beskrevs av Heinrich Benno Möschler 1877. Sympistis tenebricosa ingår i släktet Sympistis och familjen nattflyn. Inga underarter finns listade i Catalogue of Life.